# Manfreda
Genre
Classification APG III (2009)

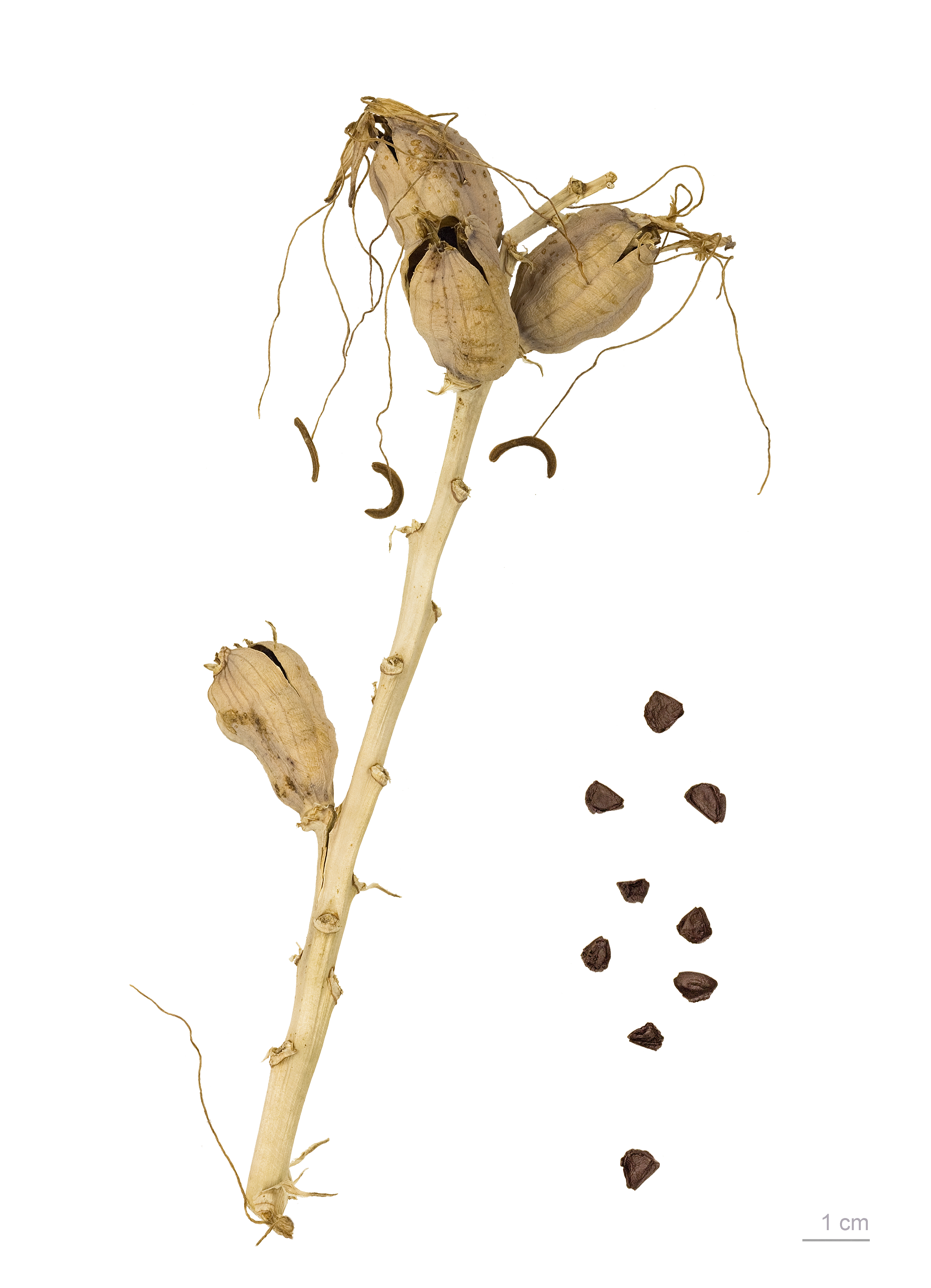
Manfreda maculosa - MHNT

Manfreda est un genre de plantes à fleurs de la famille des Asparagaceae, sous-famille des Agavoideae. Avec Polianthes, les membres sont communément appelés tubéreuses. Le nom générique honore l'écrivain italien du XIVe siècle Manfredus de Monte Imperiale.
Certaines autorités  placent Manfreda dans le genre Polianthes, tandis que d'autres groupes insèrent ces deux genres ainsi que le genre Prochnyanthes dans le genre Agave. Le site Kew WCSP considère d'ailleurs Manfreda,Polianthes et Prochnyanthes  comme des synonymes d’Agave. Vous pouvez trouver les noms d’espèces reconnues à partir de ces anciens genre avec les accès au site WCSP (voir Références).
Ce genre est originaire  du sud des États-Unis, du Mexique et d'Amérique centrale.
Comme d'autres dans sa famille, les tubéreuses ont des rosettes de feuilles basales qui se ramifient, et des fleurs à l'extrémité d'une longue tige. Les fleurs sont tubulaires et blanchâtre, jaune, vert ou brune, avec de longues étamines.
Le Manfreda tacheté , également appelé tubéreuse du Texas (Manfreda maculosa qui est un synonyme de Agave maculata ) est remarquable par le vert argenté de ses feuilles couvertes  de taches pourpres, c'est une plante  populaire des paysages  xérophiles dans le sud-ouest des États-Unis.

## Espèces
Espèces acceptées d’après ITIS en 2010, :
1. Manfreda brunnea  (S.Watson) Rose - Tamaulipas
2. Manfreda bulbulifera Castillejos & E.Solano - Guerrero
3. Manfreda chamelensis E.J.Lott & Verh.-Will. - Jalisco
4. Manfreda elongata Rose - Durango, Jalisco, Nayarit
5. Manfreda fusca Ravenna - Guatemala
6. Manfreda galvaniae A.Castañeda, S.Franco & García-Mend. - México State
7. Manfreda guerrerensis Matuda - Guerrero
8. Manfreda guttata (Jacobi & C.D.Bouché) Rose - central Mexico
9. Manfreda hauniensis (J.B.Petersen) Verh.-Will. - central Mexico
10. Manfreda involuta McVaugh - Zacatecas, Nayarit, Jalisco
11. Manfreda jaliscana Rose - northwestern Mexico
12. Manfreda justosierrana García-Mend. - Guerrero
13. Manfreda littoralis García-Mend., A.Castañeda & S.Franco - Guerrero, Oaxaca
14. Manfreda longiflora (Rose) Verh.-Will. – Amole de Río, Longflower Tuberose - Tamaulipas, Nuevo León, Texas
15. Manfreda maculata (Mart.) Rose - México State, Guerrero, Oaxaca
16. Manfreda maculosa (Hook.) Rose – spotted manfreda, amole de culebra, spice lily, Texas tuberose - Texas, Tamaulipas
17. Manfreda malinaltenangensis Matuda - México State
18. Manfreda nanchititlensis Matuda - México State
19. Manfreda paniculata L.Hern., R.A.Orellana & Carnevali - Yucatán
20. Manfreda parva Aarón Rodr. - Guerrero
21. Manfreda petskinil R.A.Orellana, L.Hern. & Carnevali - Yucatán
22. Manfreda planifolia (S.Watson) Rose - Sonora, Chihuahua
23. Manfreda potosina (B.L.Rob. & Greenm.) Rose - Nuevo León, San Luis Potosí
24. Manfreda pringlei Rose  - central Mexico
25. Manfreda pubescens (Regel & Ortgies) Verh.-Will. ex Espejo & López-Ferr. - Morelos, Oaxaca, Chiapas
26. Manfreda revoluta (Klotzsch) Rose - México State
27. Manfreda rubescens Rose - Jalisco, Nayarit
28. Manfreda scabra (Ortega) McVaugh - widespread from central Mexico south to Nicaragua
29. Manfreda sileri Verh.-Will. – Siler's Tuberose - Tamaulipas, Texas
30. Manfreda singuliflora (S.Watson) Rose - Sonora, Chihuahua
31. Manfreda umbrophila García-Mend. - Guerrero, Oaxaca
32. Manfreda undulata (Klotzsch) Rose - described in 1840 from specimens grown in a garden in Germany; never found in the wild, so probably extinct
33. Manfreda variegata (Jacobi) Rose – Amole Akayman, Mottled Tuberose - widespread across Texas and much of Mexico
34. Manfreda verhoekiae García-Mend - Oaxaca
35. Manfreda virginica (L.) Salisb. ex Rose – Amole de Virginia, False Aloe - Tamaulipas, Nuevo León, southeastern United States from Texas to the Carolinas and West Virginia